# Matka Boża Kiszkowska
Matka Boża Kiszkowska – obraz Matki Bożej z Dzieciątkiem znajdujący się w ołtarzu głównym kościoła parafialnego w Kiszkowie. Obraz na wzór wizerunku Matki Bożej Piekarskiej, ozdobiony sukienką i koronami. Wokół obrazu znajduje się kilkanaście wot, również pochodzących z XVIII i XIX w.

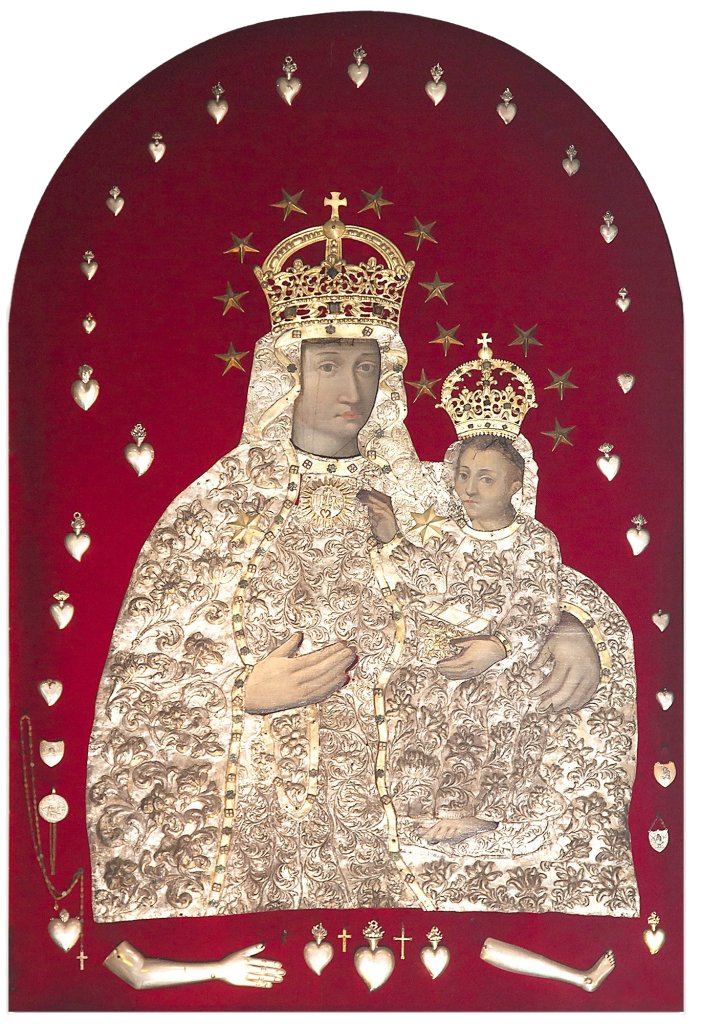
Obraz Matki Bożej Kiszkowskiej

## Historia
Kult obrazu Matki Bożej Pocieszenia rozpowszechnił się po cudownym uzdrowieniu właściciela miejscowości Łukasza Niemojewskiego, który jako wotum w 1695 ufundował kaplicę murowaną, dobudowaną do kościoła parafialnego. W XIX w. obraz notowano jako cudowny, otoczono go kilkudziesięcioma wotami. Dawniej odpust w święto Nawiedzenia NMP. Obraz znajdował się w kaplicy aż do 1999 roku, kiedy to proboszcz przeniósł go do ołtarza głównego. Zasłaniany jest przez obraz „Chrzest Chrystusa w Jordanie” (kopia obrazu „Chrzest Chrystusa” Piero della Francesca). Aktualnie obraz można zobaczyć podczas uroczystości i nabożeństw maryjnych.

## Pieśń
Zachował się tekst bardzo starej pieśń świadcząca o łaskach, które w tym miejscu były doznawane. Nie zachowała się jednak melodia tego utworu. Utwór obecnie nie jest wykonywany.